# 토마스 캉자
토마스 뤼돌프 응셍가 캉자(콩고어: Thomas Rudolphe Nsenga Kanza, 1933년 10월 10일 ~ 2004년 10월 25일)는 청년 20대 중후반 시절이던 1960년에 UN 주재 콩고 민주공화국 대표 대사 직책을 잠시 4개월간 지낸 콩고 민주 공화국의 외교관 겸 정치인이다.

## 생애
그는 일찍이 프랑스와 벨기에와 미국에 유학하여 1952년에 프랑스 파리에서 고등학교 졸업 후 1956년에 벨기에 루뱅 가톨릭 대학교 외교학과 학사 학위 취득을 거쳐 1959년에 미국 하버드 대학교 대학원 정치학과에서 정치학 석사 학위를 취득하였다. 같은 해(1959년) 벨기에 직할식민지 콩고 땅으로 귀국하였으며 1년 후 1960년 콩고 민주 공화국이 벨기에에서 분리 독립 선언하자 그 해 1960년 국제 연합(UN) 주재 콩고 민주공화국 대표 대사 직책을 지냈으니 당시 그의 나이 27세였다.

## 같이 보기
- 소피 캉자